# Gestione strategica di insediamenti di PMI
La gestione strategica di insediamenti di PMI (Piccola e media impresa) è un metodo utilizzato dal settore pubblico per gestire lo sviluppo territoriale e creare buone condizioni per lo sviluppo economico. Dopo aver eseguito una diagnosi approfondita della situazione reale, gli enti pubblici elaborano una strategia di marketing territoriale, che comprende, come in ogni marketing mix, la definizione dei gruppi target (tipologia delle imprese che si vuole conservare o attirare), l'offerta, il prezzo, le strategie di vendita e di promozione. La strategia comprende il reclutamento e la formazione del capitale umano.
La progettazione di una strategia permette alle amministrazioni locali di gestire lo sviluppo territoriale ed economico per il raggiungimento di determinati obiettivi, invece di dover reagire a singoli casi e a richieste immediate. Il territorio di riferimento può essere comunale, intercomunale o di dimensioni superiori.

## Metodologia e strumenti
Il primo passo consiste nel valutare la situazione a livello del territorio considerato. La diagnosi può essere eseguita utilizzando sia dati statistici che interviste agli attori locali. Le informazioni raccolte vengono poi riassunte utilizzando la scheda di valutazione bilanciata, Balanced scorecard (BSC), o l'analisi SWOT.
Dopo aver individuato i principali concorrenti del territorio, questi vengono poi valutati utilizzando, per quanto possibile, gli stessi strumenti della diagnosi territoriale. I risultati vengono poi confrontati per determinare il posizionamento dell'area sulla base dei parametri, e per elaborare strategie per migliorare ed aumentare la propria competitività rispetto ai propri concorrenti.
Le idee per la nuova strategia vengono successivamente sviluppate sulla base di una valutazione comparativa (benchmarking) e/o di un catalogo di buona pratica. La strategia è quindi progettata, implementata e validata attraverso le normali procedure previste dalle leggi in vigore.